# 조직 변화
조직 변화(組織變化)는 조직 내에서 개인이나 집단의 행동에 대해 변화시키는 행동이나 프로그램을 말한다.

## 정의
쇼트(L. E. Short): 조직변화란 조직 내의 개인이나 집단의 행동을 관리자가 바라는 방향으로 어느 정도 변경시키려는 모든 프로그램이라고 정의하고 있다.
우리가 흔히 조직이 변화한다고 할 때 조직을 구성하는 요소가 많은 것만큼이나 조직변화가 뜻하는 실질적인 내용들 역시 다양한 모습을 띠고 있다. 넓은 의미로 볼 때 조직의 변화는 크게 두 가지로 나누어 볼 수 있는데, 우선 비교적 가시적으로 파악하기 쉬운 하드웨어적 요소의 변화가 있으며, 이와는 반대로 가시적, 직접적으로 파악하기 어려운 조직의 소프트웨어적인 요소의 변화를 생각해 볼 수 있다.
현대사회의 특성은 다변성과 급변성이다.
베니스(W. G. Bennis)는 조직에는 계획적인 변화 이외에도 교화변화, 기술적 변화, 강요적 변화, 교호적 변화, 사회적 변화, 모방적 변화, 자연적 변화 등과 같은 다양한 변화형태가 존재하며 이들은 변화 과정에서 권력배분, 목표의 결정 방법, 집행 방법 등에서 차이가 있다.

조직변화란 조직의 적응수준을 변화시키고, 종업원의 내부적 행동형태를 변화시켜서 조직의 능률성을 제고시켜 조직을 존속, 성장, 발전시키려 하는 과정이다.
일반적으로 조직변화는 계획적 조직변화를 말하며, 이 경우 구성원의 만족과 성과 등을 포함하는 조직유효성을 높이기 위해 조직의 구조, 과정, 인간 등 전반에 걸쳐 의식적이고 계획적으로 이루어지는 조직변화전략을 뜻한다.
조직변화는 조직 내 개인이나 집단의 변화, 그리고 조직 차원의 포괄적 변화 등으로 구분된다. 개인의 변화란 조직구성원 개인의 행동, 가치관, 몰입, 만족도 등의 변화를 목표로 하며 집단의 변화란 소집단의 과정손실을 최소화하고 집단활동에서 얻어질 수 있는 여러 가지 장점들을 최대한 활용하는 것을 목표로 한다.
조직변화는 조직 내·외적인 변화의 압력을 고려하여 한 개체로서의 조직의 생존력을 높이려는 것으로서 개인이나 집단의 변화까지를 포함한다.
특히 한국 조직의 경우, 사기업에서 정부조직에 이르기까지 커다란 변화 또는 변혁의 물결을 경험한다. IMF 경제위기와 2009년의 세계적 금융위기를 극복하면서 변화의 필요성에 대한 인식이 일반화되어 있다.
변화의 형태와 스피드도 과거와 많이 달라져 있다. 말로만 떠드는 형식적인 변화가 아니라 인력을 대폭 줄이고 조직을 경량화하며 전략적 방향을 바로잡는 실질적인 변화가 한국 기업에서 일어나고 있다. 아웃소싱과 M&A가 일반화되면서 소유구조나 경영방식에 있어서도 커다란 변화가 일어나고 있다. 변화의 속도도 빨라져 다변적 FTA와 중국의 도약, 그리고 정보통신혁명의 거센 물결은 기업의 환경을 바꿔놓고 있으며 기업을 비롯한 조직의 경영자들에게 빠르고 깊은 변화를 추구하도록 요구하고 있다.
오늘날의 기업들은 이전의 그 어느 시기보다도 역동적이고 변화하는 환경에 직면해 있다. 이러한 상황에서 기업은 생존을 위해 환경 변화를 수용해야 한다. 기업의 변화는 다양한 측면에서 요구되는데, 사실 어떤 형태의 압력이 기업의 변화를 일으키는 가장 중요한 요소가 될 것인지를 논하는 것은 쉽지 않다. 변화의 속도가 점점 빨라지고 압력요소들이 복잡한 상호관계 속에서 작용하고 있기 때문이다.
우리가 흔히 조직이 변화한다고 할 때 조직을 구성하는 요소가 많은 것만큼이나 조직변화가 뜻하는 실질적인 내용들 역시 다양한 모습을 띠고 있다. 넓은 의미로 볼 때 조직의 변화는 크게 두 가지로 나누어 볼 수 있는데, 우선 비교적 가시적으로 파악하기 쉬운 하드웨어적 요소의 변화가 있으며, 이와는 반대로 가시적, 직접적으로 파악하기 어려운 조직의 소프트웨어적인 요소의 변화를 생각해 볼 수 있다.

## 요소

### 하드웨어적 요소
조직의 하드웨어적 요소로 생각해 볼 수 있는 것에는 조직구조, 기술, 조직의 정책 등이 있다. 조직구조의 변화에는 조직의 규모 및 업무방식, 공식화 수준, 권력의 집중도와 같은 요소들에 변화를 가져다 주는 것을 의미한다.
한편 조직정책의 변화는 조직원의 직무특성, 조직의 인사, 급여 정책, 복지 정책, 부서 간 의사소통 정책과 같은 조직 내부와 관련된 정책뿐만 아니라 해당 조직 외부의 다른 조직, 집단을 대상으로 하는 외교, 정치적 정책을 모두 포괄한다. 또한 여기에는 조직이 어떤 대상을 주 고객으로 할 것이며, 어떤 목적을 갖고 조직을 영속시킬 것인가와 관련된 조직 전략의 변화 역시도 조직 정책의 범주에 속한다.
조직이 보유하고 있는 기술의 변화 역시도 조직변화로 분류할 수 있다. 미국 포드사의 T시스템과 같은 경우, 당시로써는 혁신적인 기술의 변화였고, 이것의 도입으로 인해 포드는 획기적인 조직의 변화를 꾀하였다. 최근의 IT 기업들은 특히 새로운 기술의 개발, 도입 등과 같은 기술의 변화를 통해 조직의 비약적인 성공을 추구하는 대표적인 사례라 볼 수 있다. 이러한 기술의 변화는 단지 기업이 생산하는 제품의 변화를 가져다 줄 뿐만이 아니라 조직의 구조적 측면에 변화를 주는 요소들도 포함되어 있다.

### 소프트웨어적 요소
일반적으로 사람들은 가시적으로 보이는 조직요소들의 변화만을 조직변화라고 생각하기 쉽지만, 사실 모든 조직을 구성하는 가장 기초적이며 근본적인 요소는 인간이다. 따라서 근본이 되는 조직구성원들의 내면이 변화하는 것은 궁극적으로 전체조직에도 변화를 가져다 준다.
이러한 조직구성원들의 내면적 요소에 깊게 관여하는 요소로는 대표적으로 조직문화와 조직윤리를 생각해 볼 수 있는데, 이들의 변화를 필연적으로 조직의 변화를 촉발시킨다. GE 같은 경우, 1980년대까지만 하더라도 매우 경직된 관료제적 조직문화를 가지고 있었지만 그 이후, 경쟁을 강조하는 조직문화로의 변화를 추구하면서 비약적인 조직변화와 우수한 성과증진을 보여주었다.
이러한 조직의 가시적, 비가시적 요소들의 변화들은 그 요소의 차이로 인해 매우 상이한 변화의 양상을 보이다. 하지만 이와 동시에 조직의 요소들은 유기적으로 높은 연관성을 가지고 있기 때문에, 한 요소의 변경은 다른 요소들의 변경을 촉진시키며 결과적으로는 조직의 요소가 총체적으로 변화시키는 양상을 나타낸다.
조직변화는 무작정 계획 없이 시도할 것이 아니라 체계적이고 치밀한 계획하에 추진하는 것이 성공확률을 높인다. 예를 들어, 조직변화를 설계하고 계속하는 과정에서는 변화의 목표, 변화의 속도와 규모, 변화의 대상, 순서, 공개성, 변화평가의 방식, 조정방법 등을 충분히 고려해야 한다. 특히 변화의 속도와 규모 측면에서는 점진적 변화(Incrementalism)를 택할 것인지 급진적(또는 양자론적) 변화(Quantum Change)를 택할 것인지를 결정해야 한다. 점진적 변화는 비교적 장기간에 걸쳐 조금씩 변화시켜 나아가는 것인데 질서 있는 변화를 이룩할 수 있을지는 모르지만 변화에 대한 저항을 효과적으로 극복하기 힘들다는 비판을 받아왔다.

## 조직변화의 분류
조직의 변화형태는 시간의 경과에 따라 자연발생적으로 이루어지는 자연적 변화와 계획적으로 변화를 계획, 실행하는 계획적 변화가 있다.
1)자연적 변화 : 조직이 단순히 변화가 일어나는 것을 사후적으로 수용하기만 하고, 사전에 변화를 고안하거나 변화방향에 영향을 줄 수 있는 노력을 수행하지 않음에도 불구하고 자생적으로 일어나는 변화를 말한다.

2)계획적 변화 : 조직의 변화를 초래하기 위해 개인이든 조직이든 변화담당자가 의식적, 계획적으로 개입하여 변화를 기획·설계·이행하는 것을 말한다.

### 조직변화의 속도에 따른 분류
조직변화의 유형과 관련하여 가장 대표적인 분류방식으로는 변화의 속도에 따른 분류를 들 수 있다.

#### 점진적인 조직변화
점진적으로 서서히 조직의 문화를 변경시키며, 지속적인 개선과 발전을 통한 점진적인 조직변화를 꾀하는 방식이다. 예컨대 도요타에서 실행하여 유명해진 카이젠 시스템(Kaizen system)과 같은 것은 대표적인 점진적, 상향식 조직변화의 사례로 볼 수 있다.
- 단기적 균형(punctuated equilibrium)변화

단기적 균형변화는 장기간의 안정과 단기간의 개혁적 변화를 교대로 반복하면서 조직의 변화를 이끄는 것이다. 안정기 또는 균형상태에서는 표준생산 절차, 성과 또는 보상 시스템, 규범, 역할과 같은 심층 구조를 정착시킨다. 이러한 조직, 부서, 작업 집단, 또는 하부 시스템의 기본적 활동 패턴과 같은 조직의 심층 구조는 안정기 동안 외부 변화에 점진적으로 적응하게 된다.

#### 급진적인 조직변화
매우 혁신적이고 한편으로는 강제적인 성격의 개혁을 통한 급진적인 조직변화의 방식이 있다. 왜냐하면 조직이 운영되는 것을 지속적으로 감시하고, 전략과 구조에 대한 점진적인 조정을 할 수 없기 때문이다. 비즈니스 프로세스 리엔지니어링은 매우 강제적 성격이 짙은 하향식의 급진적 조직변화 방식이다.

##### 문화 충격요법
문화충격요법을 사용하여 급진적으로 변화시키는 방식이 있다. 일반적으로는 환경변화가 심하고 위기상황에 직면한 조직에서는 문화충격요법을 사용하여 조직의 문화를 급진적으로 변화시키는 방법이 더욱 효과적이다.
문화충격요법을 사용하려면 경영자의 강력한 지도력이 요구되며 경영자는 종업원들을 설득하고, 동기를 유발하고, 그들의 마음을 진정으로 살 수 있어야 한다. 또한 조직문화의 변화를 관리하기 위해서는 경영자는 조직문화, 경영전략 및 조직구조라는 근본적으로 분리될 수 없다는 사실을 염두에 두어야 한다. 조직문화에 맞지 않는 경영전략은 성공할 수 없으며, 조직문화도 경영전략을 잘 수행할 수 있도록 정비되어야만 한다. 또한 조직문화와 경영전략이 양립할 수 있는 조직구조를 구축하여 시너지효과를 창출될 수 있어야 한다.

##### 리엔지니어링(reengieering)
리엔지니어링은 “성과의 중요한 측정도구라고 할 수 있는 원가, 품질, 속도를 극적으로 향상시키기 위해서 사업과정을 근본적으로 재고하고 혁신적으로 재설계하는 것”과 관련이 있다.

##### 변혁(transformation)
변혁은 참여하는 사람들에 의해 상황을 재구성하는 것이다. 위기에 직면했을 때, 문제들에 대한 정보를 수집공유하며 이를 통해 상황에 대해 새롭게 이해하게 된다. 변화의 참가자들은 이전과는 다른 새롭게 상황에 대해 이해하고 생각하는 방식을 개발한다. 이러한 변혁의 결과 새로운 시각과 이해방식이 조직구성원들에 의해 받아들여지고 이에 적용하게 된다.

##### 혁신
혁신은 새로운 기술이나 제품을 개발함으로써 조직이 변화하고 소비자의 요구에 빠르게 대응할 수 있도록 기업의 기술이나 자원을 사용하는 과정이다.조직은 혁신을 추구할 때 유기적이고 유연한 구조, 예를 들면 매트릭스나 횡단적인 기능적 팀 구조와 같이 종업원에게 실험과 창조적인 자유를 주는 구조가 필요하다.

### 조직변화의 형태의 구체적 분류
이것은 ① 조직에 의해 계획 되었는가 혹은 계획되지 않은 것인가? ② 조직외부에서 온 원인인가 혹은 조직 내부에서 온 원인인가? 로 구분할 수 있다.

#### 계획된 내부적 변화
조직의 변화가 조직내부의 전략적 의도나 계획에 의해 일어나는 경우를 의미한다. 조직이 사업방식을 바꾸거나 사업특성을 바꾸게 되면 이에 따라 조직을 어떻게 관리·운영하고
어떻게 조직을 변화시켜야 할 것인가를 계획하게 된다. 이와 같은 계획된 조직변화를 유발하는 대표적인 예로는 상품과 서비스 변화 그리고 관리시스템의 변화를 들 수 있다.

#### 계획되지 않은 내부적 변화
조직의 변화를 유발시키는 요인들은 위에서 살펴본 바와 같이 모두 전략적인 계획으로부터 나오는 것은 아니다. 실제로 계획되지 않는 변화에 대하여 조직이 적응해야 하는 경우가 많다. 특히 조직의 내부요인에 의해 그렇게 되는 경우가 많다. 계획되지 않은 내부변화의 유발요인들은 두 가지로 나누어 볼 수 있다. 첫째는 조직구성원들의 인구통계학적 요소이고, 둘째는 성과 차이이다.
1. 인구통계학적 요소

인구통계학적요소 (성별, 연령별, 학력별 등)의 변화가 조직의 변화에 얼마나 큰 영향을 미치는가를 알 수 있다. 예를 들면 베이비 붐 세대를 생각할 수 있다. 세계적으로 보면 2차 대전 이후에 1940년대에서 50년대 태어난 사람들을 베이비 붐 세대라고 하고 우리나라에서는 한국전쟁 이후 1950년대 말에서 60년대에 태어난 사람들을 베이비 붐 세대라고 한다. 이들의 높은 교육수준과 소득은 조직들로 하여금 보다 다양하고 편리한 상품을 만들도록 하고 있다. 또한 종업원들이 고령화되면 조직은 연금에 대한 부담도 커지고 있다. 이와 같이 인구통계학적 요소와 같은 노동력 구성의 변화는 조직의 다양한 변화를 유도하게 한다.
2. 성과 차이

조직이 기대하고 있는 성과 수준에 비하여 실제의 조직성과가 매우 낮으면 낮을수록 조직변화에 대한 필요성도 커지게 된다. 이와 같이 낮은 조직 성과만큼 조직의 변화를 유발하는 것도 없다.
즉, 생산라인의 고장율이 높다거나, 수익 마진이 줄어들고 있다거나, 판매수준이 회사의 기대에 미치지 못하게 되는 것 등은 모두 기대하는 성과수준에 미치지 못하는 한 예라 할 수 있다.

#### 계획된 외부적 변화
조직이 조직 외부의 변화를 계획적으로 수용하거나 이에 대응할 때 일어나는 조직의 변화를 의미한다. 조직은 현재 운영되는 방식에 따라 변화를 계획할 수도 있지만 조직의 외부로부터 변화를 들여올 수도 있다. 새로운 정보처리기술을 도입한다거나 새로운 커뮤니케이션 방법을 도입하는 것이 이러한 범주의 변화라고 할 수 있다. 이러한 변화는 조직 외부로부터 계획적으로 변화를 도입함으로써 이루어진다.

#### 계획되지 않은 외부적 변화
조직이 해결해야 하는 가장 큰 과제 중의 하나는 조직이 통제할 수 없는 외부변화에 적응하는 능력을 갖는 것이다. 한 연구조사에 의하면 외부변화에 가장 잘 적응하는 회사가 생존가능성이 높은 것으로 나타나고 있다. 조직이 생존하려면 환경이 변화함에 따라 이에 잘 적응해야 한다. 계획되지 않은 외부적 변화요인에는 정부의 규제와 경제적 경쟁이 있다.
| 구 분                     | 계획적 변화                                       | 비계획적 변화                              |
| ------------------------- | ------------------------------------------------- | ------------------------------------------ |
| 내부적인 원인에 의한 변화 | 상품 혹은 서비스의 변화, 관리시스템의 변화        | 인구통계적 변화, 성과(생산성, 매출)의 변화 |
| 외부적인 원인에 의한 변화 | 신기술 도입, 정보시스템 및 커뮤니케이션 수단 변화 | 정부의 법규 변화, 경쟁의 변화              |

##### 정부의 규제
계획되지 않은 조직변화 중에서 가장 일반적인 것은 정부의 규제로부터 나온다. 예를 들면 정부의 최저임금제와 관련된 제도의 도입에 따라 최저임금을 받는 종업원들의 임금이 달라지게 되고, 이에 따라 조직의 임금정책변화를 비롯해 다양한 변화가 일어나게 된다.

##### 경제적 경쟁
오늘날의 경쟁은 전세계적으로 이루어지고 있다. 그 결과 원료와 제품을 수송하는 비용이 점차적으로 낮아지고 미국, 일본, 캐나다, 서유럽 등과 같이 산업화된 나라들은 전 세계를 무대로 시장점유를 위해 경쟁을 하게 되었다. 이와 같이 계속적으로 경쟁이 이루어지는 지구시장이 되게 되었다. 이러한 경쟁 시장에서 살아남기 위해서는 세계시장의 변화에 가장 적응력이 높은 기업만이 살아남을 수 있다.

## 조직변화에 미치는 외부적 요인

### 외부적 환경요인
많은 외부적 환경적인 힘이 조직에 영향을 미치는데, 이러한 힘의 특성을 인지하는 것이 관리자의 가장 중요한 업무 중 하나이다. 또한, 조직이 필요로 하는 여러 가지 자원을 제공해주며 조직의 활동결과로 생겨나는 재화나 서비스를 받아들이는 외부환경이 조직의 변화를 일으키는 중요한 요인이 되고 있다.
외부적 환경요인에는 경제적 환경의 변화, 사회·문화적 환경의 변화, 정치적 환경의 변화, 기술적 환경의 변화가 대표적이다. 예를 들면 환경오염방지법 제정, 소비자운동, 교육수준의 상승, 물가상승, 인구 등이 모두 외부환경에 포함된다.
드럭커(P. Drucker)의 단절의 시대(age of discontinuity), 토플러(A. Toffler)의 제 3의 물결(the third wave), 베니스(W. Bennis)의 유기적-적응적 조직(organic-adaptive organization) 등은 모두 환경적 변화와 이에 대한 조직의 적응을 강조하는 상징적 표현들일 것이다.
오늘날에는 새로운 정보기술이나 통신기술을 활용하여 신제품개발의 촉진은 물론 작업의 기계화, 자동화, 전산화가 가속화되고 있고, 이에 따라 다변화 환경에 적합한 신축적이고 창의적인 경영조직의 설계와 관리가 요구되고 있다. 따라서 조직은 환경변화에 대응하고 효율성을 높이기 위한 기술, 구조, 시스템제도, 인력관리 등 조직체 내부의 모든 경영분야에 많은 변화를 요구 받게 되었다.

### 조직변화의 외부세력
조직이 변화할 수 밖에 없도록 영향을 미치는 외부세력에는 다음과 같은 것들이 있다.
1. 경쟁적인 판매시장

2. 빠르게 가속화되고 있는 기술진보율

3. 물리적·사회적 환경에서 일어나고 있는 변덕스러운 변화들

조직이 경쟁력을 확보하려면 이러한 세 가지 세력에 끊임없이 도전해야만 한다. 오늘날과 같은 무한경쟁시대에는 머물거나 후퇴하게 되면 경쟁할 수 없게 된다. 
그리고 새로운 기술의 출현은 그 자체만으로도 조직변화의 큰 압력이 된다. 또한, 급속히 변화하는 물리적·생태적·사회적 환경은 앞으로 조직에 더욱 큰 영향을 미치게 될 것이다. 그리고, 오늘날 기업이 직면하고 있는 큰 과제 중 하나는 다양한 종업원들을 관리하는 것이다.기업이 직면하고 있는 또 다른 문제는 해외 주재원이 파견된 국가의 경제적, 정치적, 문화적 가치에 적응할 수 있도록 도와야 한다는 것이다.
저원가를 추구하는 해외 경쟁 기업의 증가와 경쟁우위를 약화시키는 새로운 기술의 개발은 이를 달성하지 못하는 기업이 글로벌 시장에서 살아남지 못하게 한다.
따라서, 관리자와 종업원은 업무를 보다 효과적으로 성취함으로써 경쟁우위를 얻고자 끊임없이 노력하고 있다.

## 조직변화에 미치는 내부적 요인
조직목표의 변화, 새로운 전략, 기술의 변화, 구성원들의 가치나 태도변화 등과 같은 조직 내부요인들의 변화로부터 조직은 변화의 압력을 받을 수 있다.
내부적 요인은 과업, 조직구조, 문화, 기술, 인력 등을 들 수 있다.

### 조직변화의 내부세력
오늘날 가장 일반적이 조직 내부의 변화는 기계나 설비, 방법과 절차, 직무의 기준, 조직구성원, 권력·권한·지위·책임을 가진 사람들 간의 상호 관련성 등과 관련하여 나타나고 있다.이러한 내부세력들은 조직변화를 촉진시키고 조직과 인간의 변화 모두에 영향을 미친다. 따라서 변화의 내면을 이해하기 위한 가장 좋은 방법은 변화의 동태와 변화에 대한 조직구성원들의 저항을 고찰하는 것이다.

### 내부적 변화를 위한 조직의 동력
변화는 공식조직의 하위체제인 구조·과정·기술에 영향을 주고받는다. 구조적인 관점에서 보면 고전적 조직연구, 신고전적 조직연구, 현대적 조직연구 모두에서 변화와 필수적으로 관계하고 있다. 변화의 고전적 연구는 명령의 통일, 권한과 책임의 평형, 제한된 통제의 범위, 일상반복적인 활동의 위임 등의 원리에 근거했다.조직 내의 권한과 책임을 재정의하고, 의사결정, 의사전달방식을 재설계함으로써 조직의 문제를 해결하려는 것은 오늘날에도 흔히 볼 수 있는 현상이며 조직계획부서나 전문가들의 지배적인 경향이기도 하다.

### 내부적 변화에 대한 구성원들의 저항
내부적 변화에 대한 저항의 역할은 갈등의 고찰에 있어 개인의 역할과 유사하다. 변화에 대한 인간의 저항은 개인이 갈등의 동력을 형성하는 부분인 것과 똑같이 변화의 부분적 동력이다.
그러므로 변화에 대한 구성원들의 저항은 조직이 활동하고 있음을 반증하는 것이며 다음과 같은 여러 가지 형태로 나타나고 있다.

① 조직의 산출물을 제한하려는 꾸준한 노력

② 이직률의 증가, 보직변경의 요청

③ 만성적인 반목과 음산한 적대감

④ 태업과 파업

⑤ 변화가 제대로 이루어지지 않을 것이라는 비논리적 이유표명 등의 형태이다.

이러한 형태의 저항을 줄이고 조직구성원과 조직의 변화에 잘 적응할 수 있도록 하려면, 첫째 관계자의 경제적 요구를 만족시키는 방법을 개선해야 하고,
둘째 이익이 될 수 있는 것을 증가시켜야 하며, 셋째 인간을 위한 인간의 할 일을 증진하고, 넷째 개인의 만족과 사회의 복리에 공헌 하는 것 등이다.

## 조직변화가 가져다 주는 영향 및 변화
조직변화의 결과가 조직구성원에게 가져다 주는 영향 및 이에 따른 변화는 행위적 변화, 심리적 변화, 사회적 변화의 세 가지 유형이 있다.

### 행위적 변화
행위의 변화란 작업을 수행함으로써 발생하는 명백하고 물리적인 일상에서의 변화를 말한다. 새로운 규제, 절차, 운영 방식에 대해서 행위적 적응이 요구된다.

### 심리적 변화
변화의 심리적 결과란 개별 조직구성원들에 의해 형성된 변화에 대한 태도로 정의할 수 있다. 변화에 의해 생긴 요구들에 대처하는 조직구성원들의 능력에 기인한다. 자신이 큰 개인적 희생 없이 변화에 적응하는 능력이 있으며 변화 결과 이득이 올 것이라 생각하는 사람은 심리적으로 변화에 대해 긍정적인 태도를 갖게 될 것이다. 반면, 변화에 대해 불안감을 느끼고, 변화로 인하여 이익이 올 것이라 생각하지 않는 사람은 변화에 대해 부정적인 태도를 가지며, 변화에 반대하게 될 것이다.
변화에 대한 태도는 변화의 완전한 수용에서부터 변화에 대한 저항까지 다양하다.

### 사회적 변화
변화로 인한 사회적 적응이란 개별 조직구성원과 상사, 동료, 노동자, 이들이 속해 있는 비공식 집단, 그리고 신규 조직구성원들 간의 관계에서의 변화를 필요로 한다. 변화는 개인들 간의 사회적 상호관계에 영향을 미침으로써, 역할, 지위, 응집성, 사람들 사이에서 동질화와 수용의 패턴에 영향을 미친다.

### 추가적 변화
위에서 제시한 세 가지 유형 외에도, 조직 변화의 결과 새로운 보상시스템, 새로운 직무상의 자율성과 제약, 새로운 권한 구조, 새로운 시행 스케줄, 새로운 과업환경 등이 도입된다.

## 변화 압력

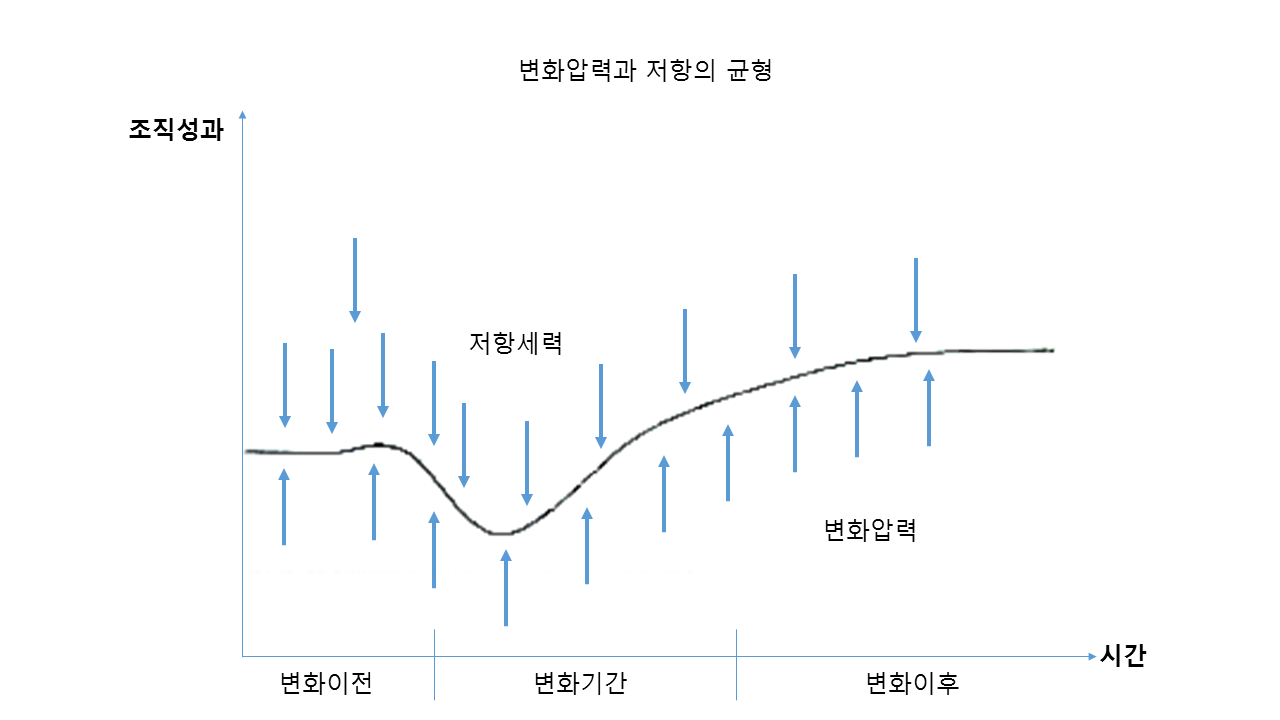
변화압력의 저항과 균형

조직을 관리에서 피할 수 없는 당면과제는 변화의 문제다. 조직은 생존을 위해 끊임없이 변화되어야 하고 이러한 변화는 조직의 성과에도 큰 영향을 미친다. 그러나 변화과정에서는 구성원들의 많은 저항을 받을 수밖에 없다. 조직 속의 모든 변화는 시간적인 과정을 통하여 요구하는 압력(pressure)과 이를 저항하는 요소들 사이의 복잡한 균형(equilibrium)을 형성하고 있다.이 균형관계를 어떻게 변화방향으로 잘 유도하느냐에 따라서 변화의 효율성이 결정된다. 따라서 변화의 과정을 효율적으로 계획하고 집행하려는 것이 조직변화의 목적이기도 하다.
조직의 변화는 직무 자체나 직무수행 방법과 절차, 조직구조, 시스템이나 제도, 구성원의 가치나 태도 등 다양한 영역에 영향을 미친다. 즉, 직무가 자동화·기계화되면 생산직이나 사무직의 업무를 전문화, 세분화, 표준화시켜 일상적이고 반복적인 내용으로 변화시킴으로써 직무에 대한 소외감이나 권태감, 지루함, 무의미감, 무력감 등을 유발시키는 결과를 초래하게 된다. 뿐만 아니라 조직구조도 전문화된 직무구조로부터 시작하여 전문기능의 증가와 이에 따른 각종 기능의 구조화 및 권한의 집권화 등 조직구조상의 통제적이고 관료적인 경향성이 증대된다.
특히 오늘날과 같이 물질문명이 고도화된 사회에서는 개인의 욕구수준과 기대수준이 매우 향상되어 있기 때문에 이러한 기계화·관료화된 조직 속에서는 심각한 갈등이 유발된다.
이와 같이 조직환경의 변화는 많은 문제들을 야기하면서 조직성과에 직접적인 영향을 미칠 뿐만 아니라 조직변화에 대한 압력요인으로 작용하게 되는 것이다. 다시 말해 조직환경이 변화되어 산업이 고도화되고 업무가 전문화·기계화 되면서 조직구성원들의 사기는 저하되고 무관심, 무사안일의 태도, 갈등유발, 조직방침에 대한 비협조적인 태도, 경영관리층에 대한 반항행위, 고의적인 태업이나 파업 등 여러 가지 문제를 발생시키고 있다. 물론 이러한 문제들은 결근율이나 이직률, 사고발생률의 증가를 초래하는 원인이 되기도 하며, 조직성과나 조직발전에도 부정적인 영향을 미친다. 이처럼 오늘날과 같이 급변하는 조직환경은 조직 내의 구조적·행동적 변화를 자극하게 됨으로써 변화를 요구하는 강력한 압력으로 작용하게 되는 것이다.

## 조직변화과정의 단계
조직변화는 변화상황에 따라서 구체적인 과정이 다르지만, 변화를 계획적으로 전개하는데 있어서 일반적으로 다음과 같은 기본적이고 순서적인 변화과정을 거쳐나간다.

| 제1단계 | 문제의 진단(Problem Diagnosis)   |
| 제2단계 | 변화계획(Change Strategy)의 수립 |
| 제3단계 | 변화집행(Change Implementation)  |
| 제4단계 | 결과평가(Evaluation)             |

- 그림자료: 계획적 변화과정[30]

1) 조직변화의 목적차원

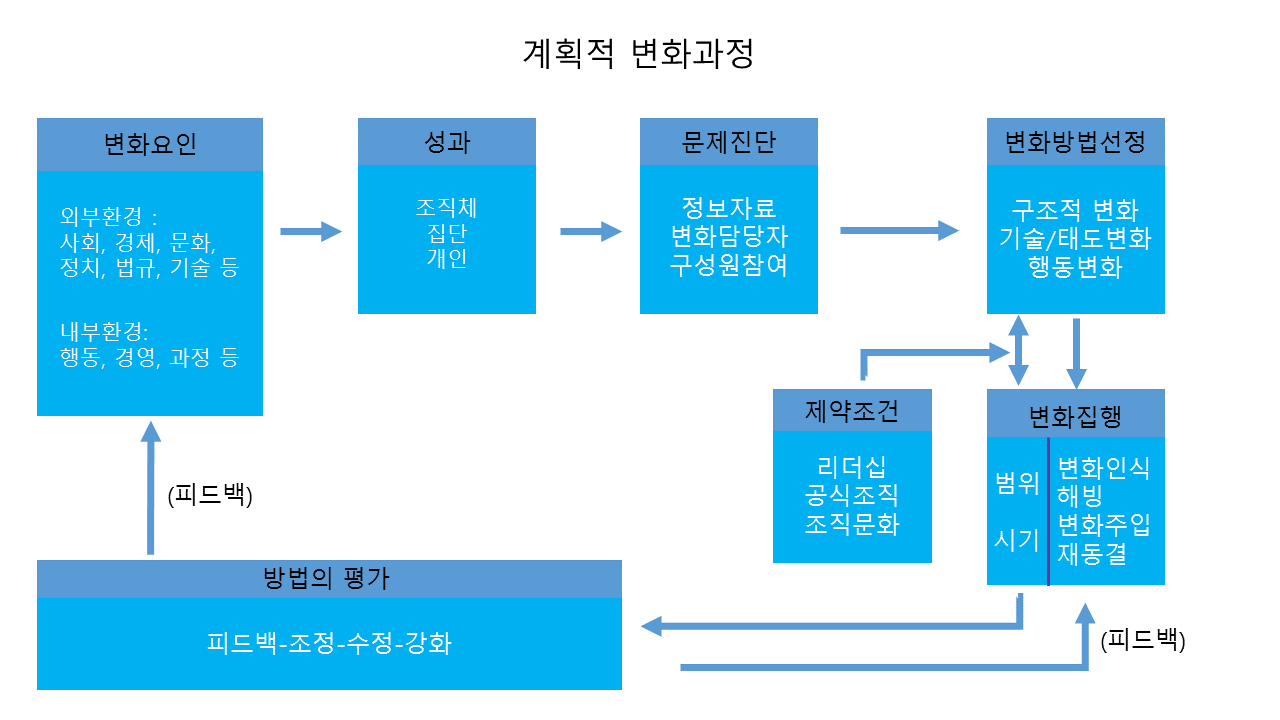
계획적 변화과정

조직변화의 목적이 조직의 외부환경 변화로 인한 조직의 생존 차원의 경영 효율성 제고가 목적인지 아니면 조직 내 인적자원의 성장 및 만족도, 동기제고가 목적인지 결정한다.

2) 조직변화의 방법차원

조직변화의 대책이 조직구조의 변경, 사업구조의 재편, 경영정책의 변화 같은 구족적인 것인 것 아니면 업무절차, 과정의 혁신, 교육이나 연수, 팀 빌딩, 부서간 조직 강화, 수직적 의사소통 증진 등 과정적인 것인지 방법을 결정한다.

3) 조직변화의 수준차원

전체 조직을 한꺼번에 변화시키느냐 아니면 특정 개인이나 집단과 같은 하위체계에 우선적으로 변화 초점을 둘 것인지 결정한다.

## 조직변화 모델

### Kurt Lewin의 장이론
조직변화 모델에 대해 살펴보면, 일찍이 레윈(Kurt Lewin)은 장이론(場理論, field theory)을 통하여 조직변화의 3단계 모델을 제시하였다.조직변화는 해빙(Unfreezing), 변화(Changing), 그리고 재결빙(Refreezing)의 3단계를 거쳐 이루어진다고 한다.

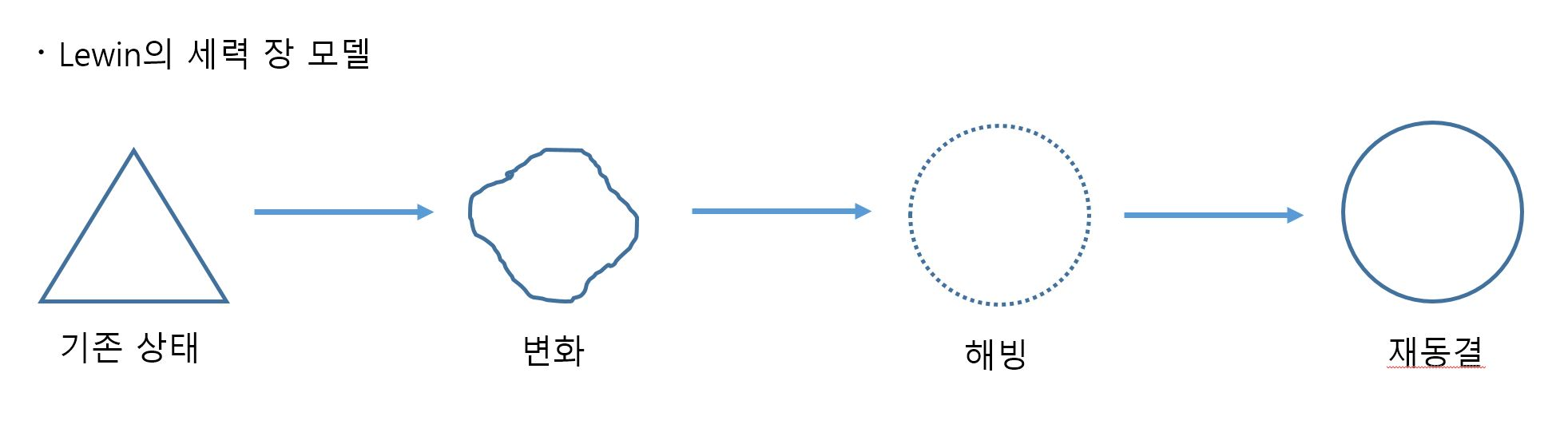

(1)제 1단계: 해빙(unfreezing)
이 단계에서는 조직구성원들이 변화를 준비하고 수용할 수 있도록 변화에 대한 동기를 부여하고, 변화의 필요성을 인식시키기 위해 구성원들의 마음속에 작용하고 있는 힘들을 재편성하여야 한다. ‘얼음이 녹듯이’ 변화에 대한 두려움이나 저항감을 완화시키고, 변화에 저항하는 태도나 감정을 누그러지게 하는 것이 중요하다. 샤인(E. H. Schein) 은 해빙이 요구되는 상황에서 나타나는 다음과 같은 공통적인 요소를 제시한 바 있다.
첫째, 변화의 대상이 되고 있는 개인을 그가 지금까지 관여해 온 일상 업무, 정보원, 사회관계로부터 격리시켜야 할 경우
둘째, 사회적 지지가 감소하거나 붕괴되는 경우
셋째, 변화대상이 되고 있는 구성원들이 지금까지의 자신의 행동과 태도가 무가치한 것이라고 느끼는 불쾌하고 굴욕적인 경험을 하게 되어 변화에 대한 저항을 처벌로 일관해서 결부시키고 있는 경우 등이다.
이와 같이 해빙 과정은 조직구성원들의 몸에 배인 낡은 풍습, 습관, 전통을 무너뜨리고 새로운 행동양식을 받아들이기 위한 준비를 하는 과정이다. 힘의 장에 대한 분석의 관점에서 보면 해빙은 추진력이 증대하든가 아니면 변화에 저항하는 억제력이 감소하는 경우에 일어나게 된다.
(2)제2단계: 변화(changing)
변화에 대한 동기가 유발되고 나면, 구성원들은 새로운 행동을 수용할 준비 자세를 취하게 된다. 이 단계는 변화를 실제로 주입시키는 활동적인 단계인데 일반적으로 변화는 동일시(identification)와 내면화(internalization) 중 어느 한쪽에 의해 일어날 가능성이 높다.
동일시(identification)는 개인이 변화모델을 발굴하여 그 모델과 자신을 동일시하여 그 모델이 갖고 있는 특성을 하나하나 모방하면서 새로운 행동패턴을 학습할 때 나타나는 변화를 의미한다. 한편, 내면화(internalization)는 개인인 주어진 상황에서 성공적으로 대처하기 위해 요구되는 새로운 행동패턴을 학습하면서 나타나는 변화를 의미한다. 여기서 요구되는 새로운 행동패턴이란 생존의 필수조건이 되기도 하고, 새롭게 나타나는 높은 욕구를 반영하기도 한 것이다. 따라서 내면화는 개인의 의지에 따라 변화의 방향이 설정되는 경우가 일반적이다. 예컨대 금연프로그램, 건강 원의 단식프로그램, 종교적인 수양회 등에서 일어나고 있는 강화력이나 교육적인 효과는 내면화를 통해 일어나는 경우가 대부분이다.
변화를 불러일으키는 또 하나의 메커니즘으로 강제 혹은 맹종(force or compliance)을 생각해 볼 수도 있다. 예컨대 강력한 지위나 권력을 가진 자가 상벌을 조작하여 개인의 행동변화를 강요하는 경우가 있다. 이러한 경우에는 변화를 강요하는 자가 직접 개입을 하고 있는 동안에는 행동의 변화가 나타나지만, 감시가 사라지면 그 변화된 행동은 사라지게 된다.
이러한 관점에서 강제는 변화의 메커니즘이라기보다는 해빙을 위한 하나의 도구로 생각하는 것이 좋을 것이다.
(3)제3단계: 재동결(refreezing)
이는 새롭게 습득한 행동패턴이 정형화 되는 과정이다. 즉, 새로운 행동이 학습을 통해 내면화되면 개인의 퍼스낼리티(personality)와 자연스럽게 조화를 이루어 재동결이 촉진된다. 그러나 새로운 행동패턴이 동일시를 통해 학습된 경우에는 새로운 행동패턴에 대한 사회적인 지지나 강화가 없으면 지속되기 어렵다. 따라서 최고경영자는 적극적인 의지를 가지고 강화를 위한 적절한 조치를 강구해야만 한다.
이 과정에서 충분히 배려해야 할 것은 새로운 행동패턴이 시간이 경과해도 약화되거나 소거되지 않게 하는 것이다. 일반적으로 새로운 행동패턴에 대한 최고경영자의 계속적인 강화행위가 뒷받침되면 새로운 행동패턴은 조직구성원들에 의해 빠르게 학습되고 확산된다. 그러나 이에 대한 관심이나 지지가 약화되거나 사라지면 새로운 행동패턴은 비교적 빠르게 소거된다.

### John Kotter의 조직변화 8단계

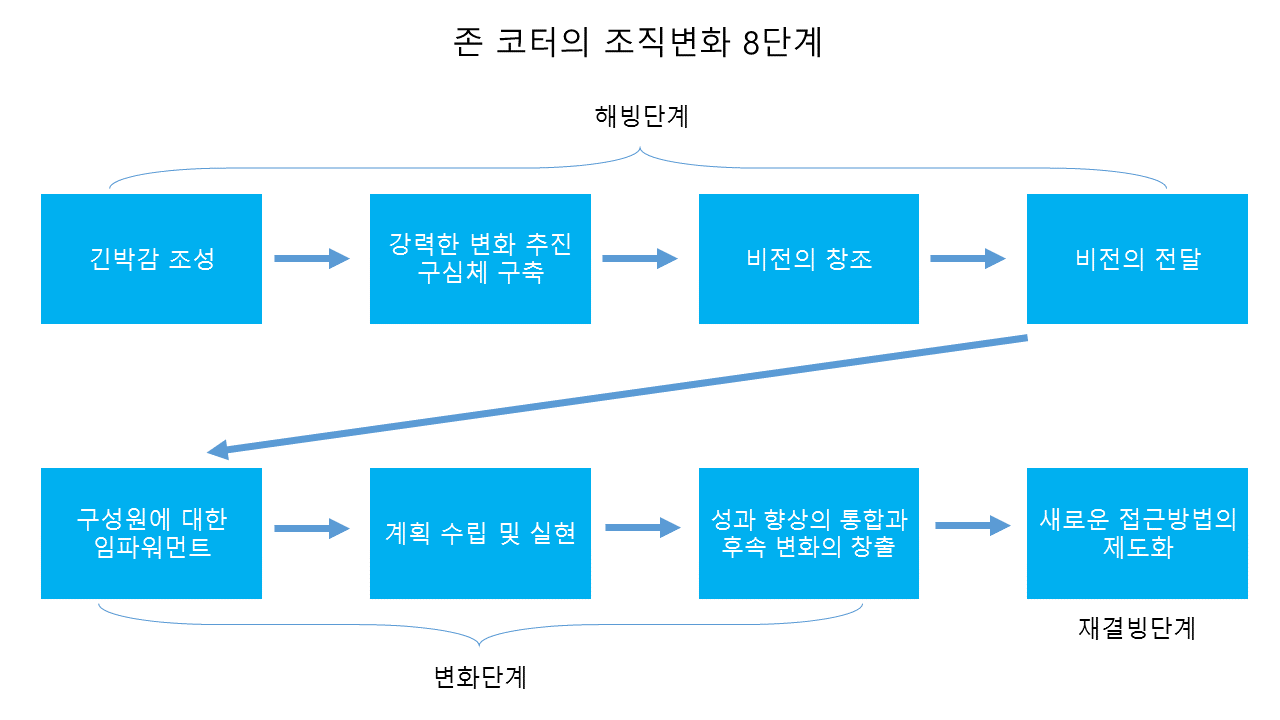
존 코터의 조직변화 8단계

존 코터(John Kotter) 박사는 조직변화에 있어 리더십의 중요성을 강조하면서 성공적 조직변화의 70~90%는 최고경영층의 리더십에 의해서 결정된다고 주장하였다. 실패한 조직변화의 사례들을 살펴보면 최고경영층이 실행과정에 있어 너무나 많은 실수를 저질렀다는 것이다. 이러한 실수를 방지하기 위해서 코터는 성공적 조직변화의 8단계를 제시하였다. 이들 중 1~4단계는 레윈의 ‘해빙’에 해당하며 5~7단계는 ‘변화’, 그리고 마지막 8단계는 ‘재결빙’에 해당한다고 볼 수 있다.

### 카오스(혼돈) 진작을 통한 조직변화

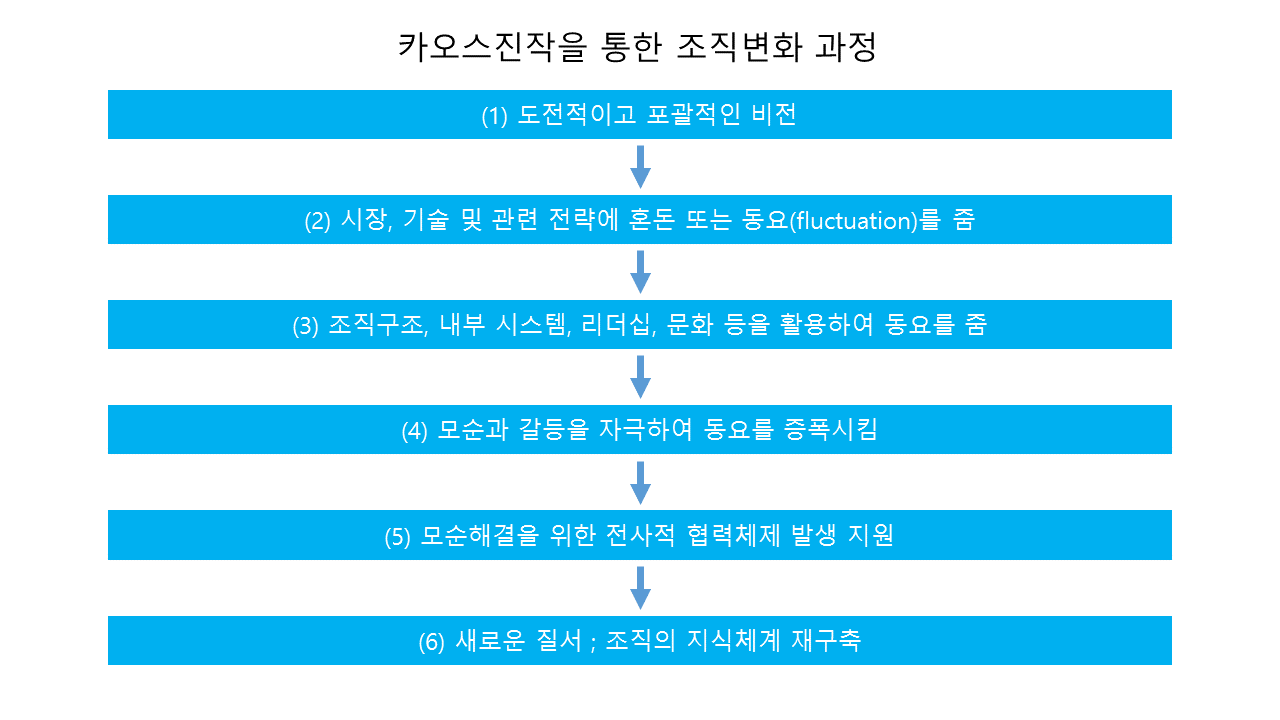
카오스진작을 통한 조직변화 과정이다.

일본 히토쮸바시 대학의 이쿠지로 노나카 교수는 카오스(혼돈)이론의 입장에서 새로운 조직질서 창조를 위하여 의도적으로 카오스상태를 만들도록 주장한 바 있다.
“카오스는 환경에 의해서 형성되기도 하지만 보다 적극적으로 조직 자체에 의해서 창조될 수도 있다. 개방시스템하에서도 조직과 환경 양자간에 교류가 활발하게 일어난다. 그러나 새로운 질서의 창조를 위해서는 조직 내에 외적 환경과 관련된 카오스를 의도적으로 육성하는 것이 효과적이다.”
그에 따르면 정보창조(information creation)과정으로서의 카오스 진작은 새로운 질서에 의한 조직의 자력갱생(self-renewal)에 있어 핵심적 역할을 할 수 있다는 것이다. 카오스진작을 통한 조직변화과정단계를 보면 도전적 비전을 구축한 후 전략, 조직, 리더십, 문화에 의도적으로 동요를 일으켜 모순과 갈등을 증폭시킴으로써 변화된 새로운 질서를 찾아가게 되는 과정이 잘 나타나있다.

### Greiner의 모형
Greiner는 성공적인 조직변화는 조직구조 내의 권력 재분배에 의해 좌우된다고 전제하고 최고경영층의 공식적 권한과 영향력의 재분배 과정으로 변화의 발전단계를 설명하고 있다.
이 모형은 조직변화가 일어날 때 의사결정에 참여하는 권력구조의 변화에 따라 권력 공유의 수준이 높아진다고 보았다.
Greiner의 변화발전 단계는 성공적인 변화를 이륙한 조직 사례에 대한 연구결과를 바탕으로 하고 있는데 각 단계는 전 단계가 완전히 실시된 후에 성공적으로 수행될 수 있고 또한 모든 단계를 전개해 나감에 있어 권력 공유에 의한 협동과 참여가 중요한 요소인 것으로 밝혀졌다.
권력구조의 변화와 관련된 자극과 반응의 단계는 아래의 6단계로 발전할 수 있다.

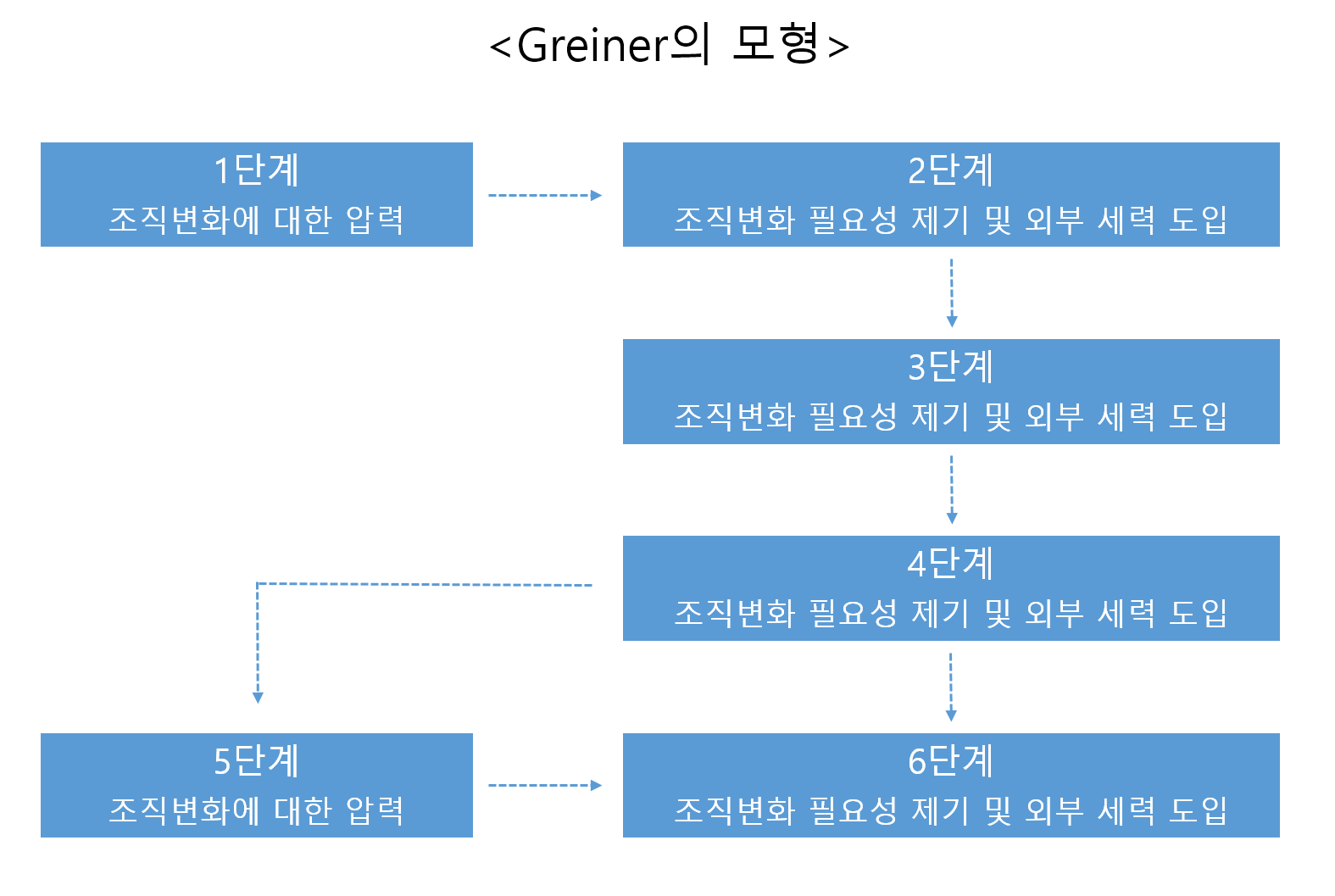
Greiner의 모형

1. 압력과 각성(pressure and arousal)
내,외부적 요인에 의해 권력구조를 변경해야 할 필요를 느끼는 단계로서 중대한 환경요인과 내부여건이 최고경영층에 압력으로 작용하여 조직변화에 대한 각성이 일어나는 상태
그러나 한 가지 압력만이 존재할 때나 동시에 발생한 내, 외부 압력이 서로 상쇄되는 경우에 최고경영층은 압력을 일시적이거나 비연속적인 것으로 생각하여 쉽사리 간과해 버릴 수 있기 때문에 압력요인의 파악에 신중을 기해야 한다.
2. 개입과 규명(intervention and reorientation)
권력 구조에 강한 압력이 일어났다고 해서 최고경영층이 모든 문제를 통찰하고 해결을 위한 수정활동을 행하는 것은 아니다. 성공적인 조직변화를 위해서는 외부인의 개입이 필요하다. 외부인은 조직을 객관적으로 바라볼 수 있고 최고경영층을 도와 조직의 현황과 문제를 규명하여 변화를 위한 조직의 재구조화를 시도할 수 있다.
대개 이 단계에서 실패하는 경우가 많은데, 이유는 외부 전문가에 대한 조직의 노출을 꺼리거나 신뢰하지 않아 적절한 개입 없이 자체적으로 대규모 변화를 감행함으로써 한계를 드러내는 경우가 많기 때문이다.
3. 진단과 인식(diagnosis and recognition)
이 단계는 조직의 현안 문제에 대한 철저한 진단을 통해 문제의 소재와 원인을 파악하고 문제를 규명하는 단계이다. 이 과정에서 전체 구성원은 문제를 규명하고 그 원인을 발굴, 분석하기 위해 정보수집에 참여하고 협력하게 된다.
이때 조직의 각 수준에서 모두 참여하여 문제의 본질에 대한 철저한 진단과정을 거쳐야 한다. 이 단계에서는 최고경영층의 변화 의지 및 하위계층의 아이디어가 충분히 상호 전달되는 것이 필요하다.
4. 발견과 실행(invention and commitment)
이 단계는 인식된 문제에 대한 해결책을 수립하기 위해 집단적인 문제해결에 돌입하는 단계이다. 이때 전통적인 문제해결 방식에 의존하는 것은 도움이 되지 않는다. 외부 전문가의 지원하에 내부 구성원의 창조적인 해결방안을 모색하는 것이 필요하다.
새로운 방식을 학습하고 시도하는 과정에서 조직 전체 구성원은 협동과 참여의 정신으로 질높은 의사결정과 행동의 몰입을 가능하게 하는 해결책을 모색해야 한다.
5. 실험과 조사(experimentation and search)
이 단계는 해결안에 대한 검증의 단계로서 결정의 타당성과 현실성을 검토하게 된다. 상위층에서는 전략적 사항에 대해 중하위 계층에서는 업무적, 정형적 사항에 대해 조직으로의 수용에 대한 적절성을 검토하는 것이다.
이때 조직 구성원들은 변화에 대응하기 위한 권력구조를 새로이 형성하게 되며 최고 경영층은 구성원의 선택에 지지를 보내는 것이 필요하다.
6. 강화와 수용(reinforcement and acceptance)
이 단계는 변화가 성과를 창출하고 조직에 정착하여 수용이 이루어지는 단계이다. 변화시도에 따른 긍정적 결과가 확인되면 이러한 변화를 계속 지속하고자 하는 확장효과가 나타나게 된다. 따라서 전체 구성원의 참여가 일어나게 되고 변화 현상들이 제도화되며 지속적으로 실행될 수 있는 상태가 된다.

## 조직변화의 접근법
계획적 조직변화에 있어서 접근하는 방법에는 인간지향적 조직설계를 중심으로 하는 구조적 접근법과 기술적 변화를 통한 기술적 접근법, 사람중심적 변화를 하는 행위적 접근법이 있다.

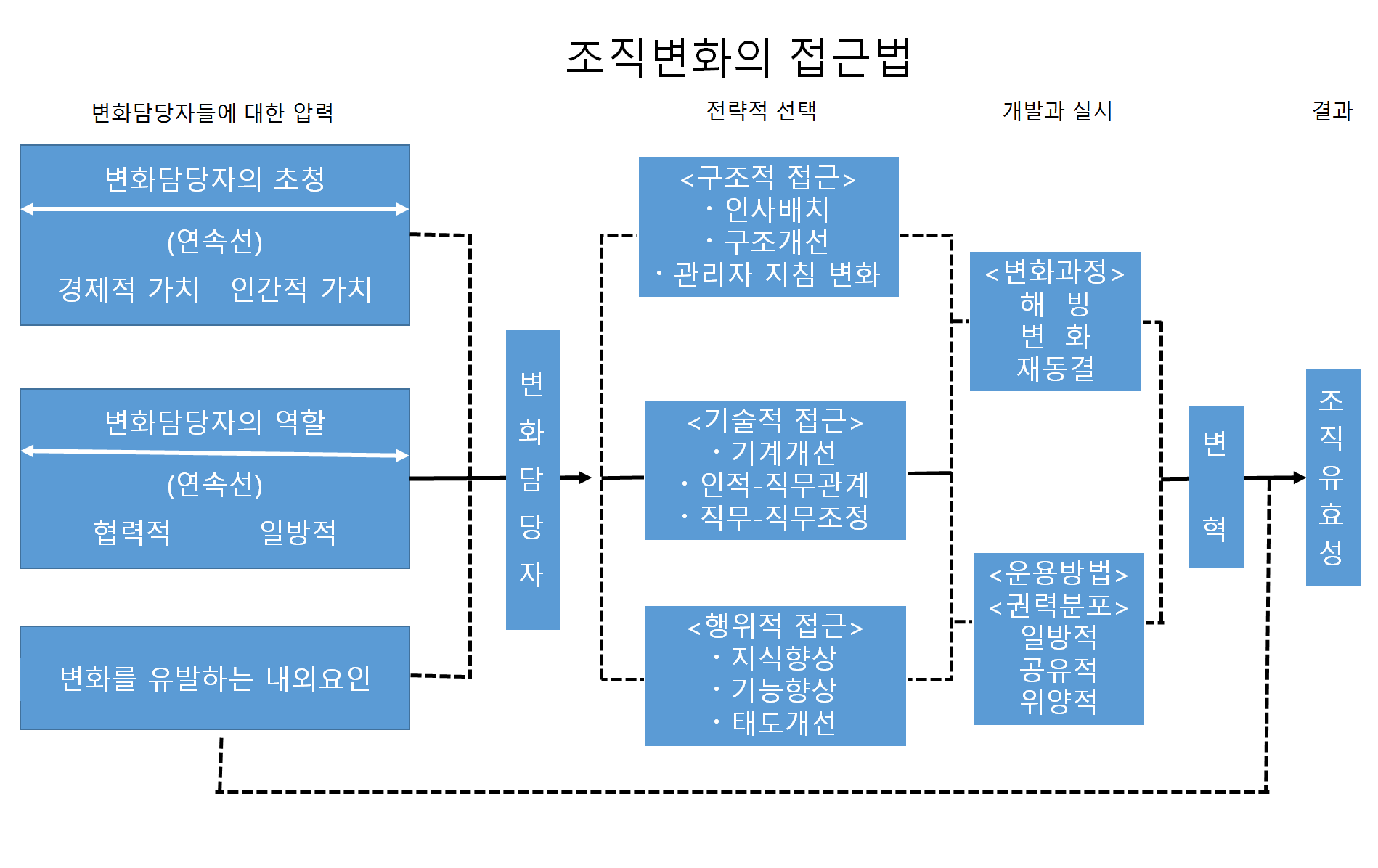
조직변화의 접근법

### 구조적 접근법
조직의 구조적 특성이나 전체적인 조직 짜임새를 변화시키려는 방법으로 이것은 구조적 변화가 조직변화를 위한 중요한 기법으로 사용되고 있다.

### 기술적 접근법
기술의 변화를 통해서 조직을 변화시키려는 테일러(F. W. Taylor)의 과학적 관리로부터 시작되었다. 현대의 빠른 기술혁신은 대부분의 조직들에게 기술적 변화를 요구하고 있다.

### 행위적 접근법
구성원들의 태도나 기술 등을 변화시킴으로써 직접적으로 조직의 변화를 유도한다.
조직이 새로운 기술을 받아들이면 종업원은 새로운 기술을 사용하기 위한 새로운 기법을 배우게 되고, 그 결과 업무와 직무관계를 변화시킨다.이를 통해, 조직 구성원들이 새로운 태도나 기술을 갖게 됨으로써 조직구조와 기술을 변화시키게 되고, 이로 인하여 조직의 성과도 개선될 것이라는 관점이다.

## 조직변화의 시행기법
계획적 조직변화를 성공적으로 이루어 내기 위해서 경영자들이 채택할 수 있는 기법은 크게 강제적 방법, 실증적 방법, 그리고 규범적 방법으로 나눌 수 있다.
경영자는 이러한 세 가지 방법을 적절히 결합하여 사용하면 보다 효과적으로 조직변화를 이끌어 낼 수 있다.

### 강제적 방법
조직의 규칙이나 권한을 사용하여 계획된 변화를 실시하는 방법으로 새로운 선발 절차나 업무처리 절차 등을 만들어 그것을 준수할 것을 규칙이나 권한을 통해 강조하여
그런 절차가 조직 내에 새롭게 자리잡을 수 있도록 하는 정책적 방법이다. 이 방법은 경영자들에 의해 비교적 일방적으로 시행되기 때문에 구성원들의 저항을 받게 될 가능성이 높다.

### 실증적 방법
실증적 자료(정보)에 근거해 변화의 필요성과 변화방향을 제시하는 방법으로 주로 조직밖의 전문가들에게 의뢰하여
조직 내의 문제점을 밝혀 줄 수 있는 자료를 수집하고 그 자료에 근거하여 적절한 변화노력을 하는 정보적 방법이다.

### 규범적 방법
조직문화의 변화노력을 위해 조직구성원들이 스스로 변화의 필요성을 인식하고 변화노력에 주인의식을 가지고 변화를 받아들일 수 있도록 하는 참여적 기법이다.
 주로 구성원들의 가치관을 변화시켜 그들의 태도나 행동이 자연스럽게 변화되게 함으로써 조직성과의 향상을 꾀하는 방법이다.

## 조직변화의 저항
조직변화에 대한 저항이란 조직의 인위적, 물리적 변화에 따른 압력에 대항하는 성향을 의미한다.일반적으로 변화에 대한 압력을 가하는 요소들이 있는가 하면, 기존의 것을 고수하려는 요소들이 있는데, 이러한 의미에서 저항은 변화에 따른 압력에 대항하는 성향을 의미한다. Chawla & Kelloway(2004)는 변화에 대한 저항을 조직변화의 목표를 저해하는 태도 또는 행동의 고수(adherence)로 파악하였다.즉 저항은 어떤 대상이나 변화에 대한 반항적인 태도나 행위 자체로 정의할 수 있다. Dawson(1994)은 저항을 이전 상태를 변화하도록 하는 압력에서 이전 상태를 유지하고 변화를 수용하지 않으려는 태도로 정의하였다. 즉 저항은 현재 상태의 안정과 유지를 바라는 힘이라고 할 수 있으며 저항 형성에 영향을 미치는 많은 요인들의 상호작용에 의한 결과라고 보았다. 변화가 조직의 중요한 과제임에도 불구하고, 실제 조직변화의 성공률은 그리 높지 않은 것으로 알려져 있다.변화가 권력투쟁이나 조직 내에 갈등을 일으키면 의사결정이 느리게 이루어지기도 한다.조직 내 많은 힘들은 조직이 변화하는 환경에 대응하기 어렵게 만든다.많은 연구자들은 성공적인 조직변화를 어렵게 만드는 요인 중의 하나로 변화에 대한 구성원의 저항에 주목할 필요가 있음을 지적해 왔다.변화의 내용을 책임 있게 수행해야 할 구성원들이 변화에 대해 동의하지 못하고 부정적인 태도와 행동을 보일 경우, 애초에 의도했던 바람직한 조직변화를 기대할 수 없기 때문이다.정체를 야기하는 변화에 대한 방해요인은 조직, 집단, 개인수준에서 찾아볼 수 있다.
| 저항 요소   | 저항 원인                                                    |
| ----------- | ------------------------------------------------------------ |
| 위협        | 변화의 주도자는 신바람, 변화의 대상자는 위협을 느낌          |
| 불확실성    | 변화 후의 모습이 불확실하므로 현상에 안주하게 됨             |
| 당혹감      | 미래의 변화에 대한 준비 부족에서 당혹감이 발생함             |
| 체면 상실   | 과거 방식의 잘못, 최선이 아니였음에 대한 인정을 거부함       |
| 자신감 결여 | 새로운 스타일에 잘 적응할 수 있을지 두려움을 가짐            |
| 업무 과중   | 변화과정에서 업무 중복으로 인해 업무 과중이 발생함           |
| 파워 게임   | 새로운 변화로 권력의 이동이 수반될 것에 대한 두려움이 발생함 |

### 개인적 차원 저항 요소
조직변화에 대한 구성원의 저항이란 변화에 대해 거부, 반발하는 조직 구성원의 부정적인 성향을 일컫는데 현재 상태에서 변화하기를 거부하고 변화에 의해 생기는 위협을 느끼는 성향으로도 볼 수 있다.대부분의 조직은 변화를 계획하고 실천하는 과정에서 저항에 부딪힌다. 이러한 변화를 거부하는 요소가 발생하는 것은 변화 과정에서 필연적인 반작용일 수 있다. 특히 변화추진 과정에서 발생하는 저항은 예상치 못한 지연 활동이나 비용을 동반하게 되고 변화 과정의 불안정한 상태를 야기시키는 구성원의 대응행동으로 나타날 수 있다.따라서 조직변화에 대한 저항은 어느 특정 단계에서만 일어나는 것이 아니라 변화의 전 과정을 통해 작용되기 때문에 변화 과정에서 반드시 고려되어야 하는 요소로 변화를 저항의 본질과 개념을 명확히 파악해야 할 것이다.
변화에 대한 저항의 개인적 원천들은 지각, 성격, 욕구와 같은 인간의 근본적 특징에 기인한다. 개인의 변화에 저항하는 다섯 가지 이유들을 제시하면 다음과 같다.

#### 습관
복잡성에 대처하기 위하여, 사람들은 습관 또는 짜인 반응에 의존한다. 그러나 변화에 직면하게 되면, 익숙한 방법에 따르는 이러한 경향이 저항의 원천이 될 수 있다.

#### 안정감
사람이 변화에 저항하는 경향은 결과에 대한 불안정성 때문이다.

#### 경제적 요인
개인 차원의 저항의 또 다른 원천으로서 변화가 조직구성원의 수입을 줄이는 경우를 고려해 보아야 한다.
과업에서 또는 일상적 직무에서의 변화는 새로운 과업을 수행하지 못할 수도 있다는 경제적 두려움을 자극할 수 있다. 특히 생산성과 보상이 직결되어 있을 때에는 이러한 경제적 두려움은 더욱 커지게 된다.

#### 불확실성
조직 내 개인은 불확실성, 선택적 지각 및 습관 때문에 변화에 저항하는 경향이 있다. 적절한 조직변화 관련 정보는 조직변화에 대해 종업들이 느끼는 불확실성과 두려움을 줄이는 데 도움이 되며,제공되는 변화관련 정보의 양과 질은 조직의 변화에 대한 종업원들의 참여 및 변화에 대한 저항과 유의한 관련성을 보였다.예를 들어, Schweiger와 DeNisi(1991)의 종단적 현장실험 연구에서는 기업합병에 관한 현실적인 정보를 제공받은 구성원 집단은 제한적인 정보만을 제공받은 구성원 집단에 비해 변화에 대한 불확실성을 적게 느끼고 직무에 더 몰입하는 것으로 나타났다. 또한 Wanberg와 Banas(2000)도 조직의 변화에 대해 적시에 유용한 정보를 제공받았다고 보고한 직원들은 그렇지 않은 직원들보다 변화에 대해 좀 더 긍정적인 평가를 가지며 변화에 협조하려는 태도를 보였다고 보고하였다.국내 연구에서도 조직변화관련 정보의 적절성이 높을수록 조직변화에 대한 저항이 감소하는 것으로 나타났다.

#### 선택적 정보 처리
변화 과정에서 제공된 정보의 양과 질 또한 조직의 구성원이 변화에 반응하는 방식에 영향을 줄 수 있다(Miller & Monge, 1985).변화 정보의 질(quality)과 저항과의 연구에서는 변화에 대한 구체적인 정보가 변화에 대한 저항을 줄이는 것으로 나타났다. 특히 조직의 변화에 대해 적시에 유익하고 유용한 정보를 받았다고 보고된 직원들은 변화에 대해 좀 더 긍정적인 평가를 내렸으며, 변화에 협조하려는 태도가 향상되었다고 밝히고 있다.Schweiger & DeNisi(1991)연구에서 변화와 관련한 정보는 변화에 따른 충격을 원활하게 극복하는데 효과가 있으며 이러한 효과는 실질적인 측면에서 정보 교환에 의한 불확실성을 감소시키는 것뿐만 아니라 의사소통 자체가 이루어지고 있다는 상징적인 측면에서도 유발된다고 보았다. 즉 변화에 대한 정보는 변화에 대한 관점이나 이해의 차이를 좁혀줌으로써 조직변화에 대한 공감대를 형성시키게 되며, 조직변화에 따른 심리적 불안, 긴장으로 인한 역기능을 감소시켜 줌으로써 변화 정보를 제공받는 조직 구성원들이 그렇지 않은 조직 구성원들에 비해 심리적, 행동적 저항이 감소하게 될것으로 예측된다.

### 조직적 차원 저항 요소
조직은 그 특성상 적극적으로 변화에 저항한다. 효과적인 조직은 이러한 압력에 신속하게 대응할 수 있지만 여러 가지 내적, 구조적 요인들은 조직이 변화에 저항하게 만든다.연구에 의하면 조직이 변화에 적응하지 못한 중요한 이유는 조직정체(organizational inertia), 혹은 현재 상태를 유지하고 과거의 방식대로 행동하도록 하는 기업 내 압력 때문이다.
서비스 변화와 개선에 대한 요구가 존재함에도 불구하고 좀처럼 변화하지 않는 공무원 조직이나, 그 영역이 철저하게 보호되고 있는 종교조직을 그 대표적인 예로 들 수 있다. 조직 차원 저항의 원천들은 여섯 가지로 살펴볼 수 있다.
- 그림자료: 변화에 대한 조직차원 저항의 원천[63]

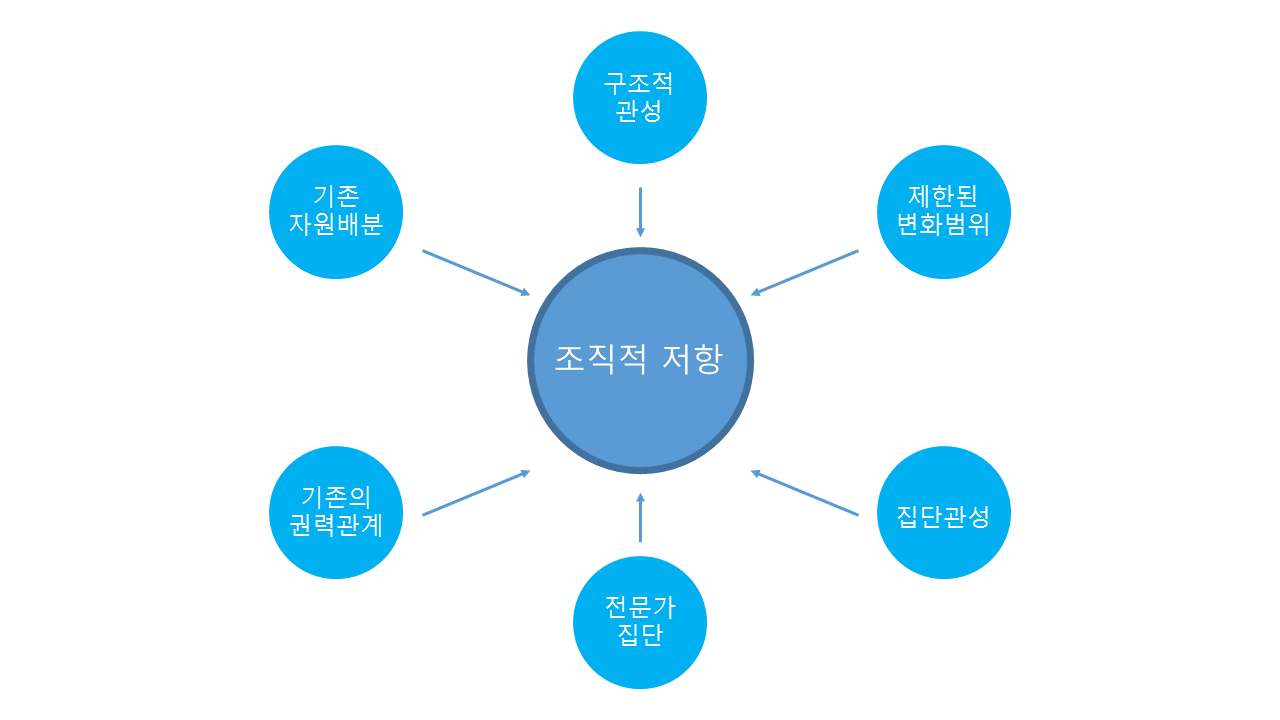
변화에 대한 조직차원 저항의 원천

#### 구조적 관성
조직은 안정을 이루기 위한 메커니즘을 구축해 나간다. 조직이 변화에 직면하게 되었을 때, 이러한 조직의 구조적 관성은 안정성을 유지하기 위한 평형력으로서의 역할을 하게 된다.

#### 제한된 변화의 범위
조직은 수많은 상호의존적인 하부시스템들로 구성되어 있다. 따라서 다른 부서에 영향을 주지 않고 한 부서만을 변화시키기란 어렵다.
조직의 구조를 수정하지 않고 기술적인 프로세스만을 변화시키려 한다면 하부 시스템에서의 제한적 변화는 상위 시스템에 의해 수포로 돌아갈 수 있기 때문에 수용되기 힘들다.

#### 집단 관성
개인이 자신의 행동에 대해 변화를 원할지라도, 집단 규범이 제약으로 작용할 수 있다.
노조원 개인은 경영층에 의해 제안된 변화를 수용하려는 의도가 있을지라도 노조의 규범에 경영층의 일방적인 변화를 수용하지 않는다고 지시 받을 경우, 변화에 저항하게 된다.

#### 기존 권력관계
의사결정 권한의 재분배는 조직 내에서 오랜 기간 구축되어 왔던 권력관계를 위협할 수 있다.
의사결정에 조직구성원들이 참여하는 것이나, 자율경영의 확대는 관리자나 중간관리자에게는 위협으로 보일 수 있다.

#### 기존 자원배분
자원을 관리하는 조직내의 집단에게는 변화가 위험으로 보일 수 있다. 변화를 하게 되면 예산이나 부서 규모가 줄어들 수 있기 때문에 집단들은 이제까지의 방식을 고수하고자 한다.

#### 문화적 전제와 가치
문화적 전제와 가치가 변화의 장애요인이 될 수 있다. 특히 변화의 기저에 있는 전제가 조직구성원에게 용납되지 않는 경우다.
문화적 전제는 대체로 무의식적이기 때문에 극복하기 매우 어려운 변화에 대한 저항을 형성시킨다. 불확실성을 회피하는 문화적 특성이 있는 국가나 조직의 경우 변화에 대한 저항은 커진다.

### 저항의 극복 방안
조직 구성원들이 변화에 대해 저항한다면 조직변화를 수행하기 어렵고 의도한 효과가 충분히 실현될 수 없다. 조직 구성원들은 대체로 변화에 호의적인 태도를 취하기 어려우므로 이러한 저항에 의한 변화의 지연, 왜곡, 실패를 경험하지 않기 위해서는 전략적인 변화관리가 필요하다. 변화를 관리하는 컨설턴트와 같은 외부 변화관리자(external change agents)를 고용할 수도 있고, 조직의 상황에 대해 잘 아는 내부 변화관리자(internal change agents)를 고용할 수도 있으며, 혹은 이 둘을 결합할 수도 있다.

조직이 새로운 상태로 남아 있기 위해서는 관리자가 구조와 문화를 변화시키는 것과 같이 적극적이고 지속적으로 변화과정을 통제해야 한다.
조직변화를 성공시키기 위해서는 구성원들에게 충분한 정보를 제공하고 이해를 구하는 것이 중요하다. 이러한 취지에서 구성원들은 체계적으로 설득하고, 교육하고 자주 대화하는 것이 필수적이다. 또한 구성원들의 저항이 어디서 비롯되었는지 체계적으로 분석하여 그 해소방안을 마련해야 한다.
변화에 대한 저항이 발생할 경우, 이를 극복하기 위한 궤적 방안이 실행되어야 한다.
 교육과 커뮤니케이션, 구성원 참여, 촉진과 지원, 협상, 조작, 강제 등이 있으며, 이들 중 어떤 방법을 사용하는가는 상황에 따라 달라진다.

Covin과 kilmann(1990)이 경영자, 학자, 컨설턴트 1000명을 대상으로 조사한 결과 조직변화가 성공적으로 진행되는 데 긍정적인 영향을 미치는 요인으로 다음과 같은 것을 지적하고 있다.

1. 최고경영자의 지원 : 최고경영자는 조직변화에 대한 확고한 비전과 목표의식을 가지고 구성원을 설득하여 변화프로그램의 운영에 관심을 가지는 것이 필요하다. 조직변화로 인해 조직 구성원 간 영역 다툼이나 자원 갈등이 있을 때에는 관련된 문제를 해결하거나 보장해 줌으로써 저항을 극복할 수 있다. 또한 구성원들이 저항에 대한 두려움이나 의구심을 가질 경우 상담이나 훈련과 같은 적절한 지원을 실시한다.

2. 변화에 대한 조직의 준비상태를 충분히 고려 : 조직의 미래에 대한 비전 공유와 실행계획의 수립, 필요자원의 확보 등 성공적인 변화를 위한 준비가 세심하게 이루어진 후 변화활동이 수반되어야 한다.

3. 변화과정의 전반에 조직 구성원들의 참여를 유인 : 변화프로그램에 대한 주인의식과 이익을 공유하며, 다양한 태스크포스팀에 구성원을 참여시켜 영향력을 행사할 기회를 부여해야 한다. 또한, 조직변화에 있어 구성원들의 협조가 매우 중요할 경우 일반 구성원을 변화의 설계와 진행과정에 적극 참여시키는 것이 필요하다.이로써 구성원이 참여하고 동의한 사항에 대해서는 실행력을 확보할 수 있으며, 구성원들은 변화에 대한 필요성과 전문지식을 확보할 수 있다. 참여 방식은 변화에 대한 강요가 아닌 설득과 동의를 구하는 방식으로 접근해야 한다.

4. 광범위한 교육과 지속적인 커뮤니케이션 :조직변화에 대하여 미리 교육을 실시함으로써 변화의 필요성을 인식시킨다. 이 방법은 구성원들이 변화에 대한 지식이 전혀 없거나 잘못된 정보를 가지고 있는 경우 적합한 방법이다. 그리고, 커뮤니케이션을 통해 목표와 활동을 전달, 조정하며 구성원의 의견을 수렴할 수 있다.

5. 구성원들의 변화필요성에 대한 인식 : 변화의 필요성을 명확하게 구체적으로 이해하고 있을수록 변화가 효과적으로 이루어진다.

6. 변화프로그램의 목표달성에 대한 보상 : 보상을 통해 변화에 대한 확신과 지속적인 노력을 유인할 수 있다.

7. 협상 : 조직변화로 인하여 어떤 개인이나 집단이 상당한 이해관계를 상실할 경우에는 그에 대한 보상이나 반대급부를 약속함으로써 변화를 관철시키는 방법이다.
이는 상당한 비용이 소요될 수 있으나 저향세력의 영향력이 클 때는 실질적이 효과를 거둘 수 있다.

8. 상황조작 : 변화에 대한 정당성이나 설득력이 확보되지 않는 경우 여건을 호도하여 저항을 없애고자 한다.
 변화의 효과를 과장하여 설득하거나, 변화에 따른 부정적인 요소를 알리지 않거나 저항세력을 매수하여 변화의 주요 임무를 부여한다.

9. 강제 : 이는 저항하는 집단에 적접적인 위협이나 권력을 가하여 변화를 관철시키는 방법이다. 변화에 반대할 경우 불이익을 주거나 저항세력을 격리시키는 것이다.
 조직의 경우와 같이 변화가 급하거나 변화의 목적이나 내용이 합리적인 명분을 확보하지 못한 경우 취하는 방법이다.

10. 액션리서치(Action Research): 액션리서치는 조직의 바람직한 미래 상태를 정의하기 위해 사용할 수 있으며, 그러한 상태에 도달하게 만드는 변화 프로그램을 계획하기 위해 사용된다.

1) 조직진단

2) 바람직한 미래 상태 결정

3) 액션실행하기

액션을 실행하는 것은 액션리서치의 세 번째 단계로 이는 세 과정으로 이루어진다.
이것은 조직, 집단, 개인수준의 장애물을 포함한다.
변화를 관리하는 컨설턴트와 같은 외부 변화관리자(external change agents)를 고용할 수도 있고, 조직의 상황에 대해 잘 아는 내부 변화관리자(internal change agents)를 고용할 수도 있으며, 혹은 이 둘을 결합할 수도 있다.
이러한 기법은 위로부터의 변화와 아래로부터의 변화의 두 가지 유형으로 나뉜다.

4) 액션평가하기

평가를 통해 조직이 바람직한 미래 상태에 도달하기 위해 더 많은 변화가 필요한지, 혹은 새로운 상태에서 조직을 재동결하기 위해 더 많은 노력이 필요한지를 결정하게 된다.

5) 액션리서치를 제도화하기

## 조직변화의 다양한 프로그램 및 이점
조직변화를 성공적으로 이룩하기 위한 다양한 프로그램들이 제시되고 있다. 경영자들의 관심을 끓었던 과거 20여 년간의 조직변화 프로그램들을 정리해보면 다음과 같다.
학습조직, 리엔지니어링, 핵심역량, 식스 시그마(Six Sigma), ERP, BSC, TQM 등이 있다.
1. 변화 에이전트(Change agent) : 조직변화를 주도하는 조직원들을 변화에이전트라고 한다. 조직변화를 주도하는 주체인 변화에이전트에는 아이디어 챔피언, 혁신 팀, 벤처 팀, 또는 독립적 사업단위 등이 포함된다.
2. 아이디어 챔피언 : 변화에 대한 저항을 극복하고 필요한 자원과 지원을 제공해주는 등의 행위를 통하여 변화노력을 자발적으로 또는 임명에 의해서 적극 후원해주는 조직원들을 일컫는다.
3. 제품챔피언(product champion)이란 판매 초기부터 신제품개발을 책임지기 위해서 임명된 전문관리자로 제품을 성공적으로 만들기 위해서 팀 구성원들의 행동을 조정하고 동기부여를 한다.
4. 혁신 팀 : 새로운 아이디어의 연구개발임무를 공식적으로 부여 받은 조직구조상의 팀을 의미한다.
5. 벤처 팀 : 아이디어를 개발하든가 변화를 실천하기 위해서 만들어진 태스크포스를 의미한다.
6. 독립적 사업 단위 : 아이디어가 너무 위험하든가, 기존 사업과 별로 관련이 없을 때 독립사업부를 설치하여 추진하게 되는 경우에 붙여지는 이름이다.

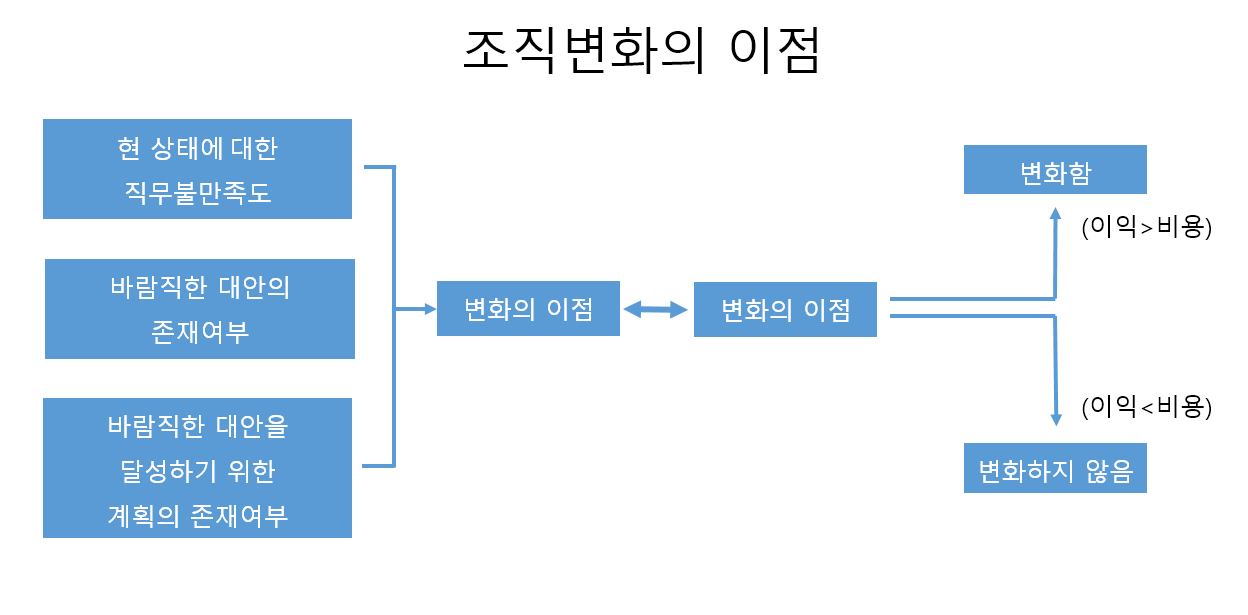
조직변화의 이점

조직변화(organizational change)는 조직이 현재 상태에서 효과성을 증진시키는 바람직한 상태로 이동하는 것이다. 환경은 끊임없이 변하기 때문에 조직은 생존을 위해 변화에 적응해야 한다.또한 국가들 간의 경제적이고 정치적인 연합 역시 점차 중요한 변화동력이 되고 있다.
조직변화가 이점으로서 만들어지기 위해서는 조직구성원들이 변화를 통해 얻을 수 있는 이익이 비용보다 크다는 믿음을 가지고 있어야 한다.
조직변화를 함으로써 이익이 생기도록 하는 요인들로는 다음과 같다.
① 현 상태에 대한 불만족 정도
② 바람직한 대안의 가용성
③ 대안을 달성하기 위한 계획의 존재

이러한 세 가지 요인은 변화의 이점을 만드는데 서로 상승작용 관계를 갖는다.